# Luma Costa
Luma Costa Bastos (Rio de Janeiro, 5 de julho de 1988) é uma atriz brasileira.

## Carreira
Em 2001 começou a fazer participações participações em programas como Carga Pesada e Sítio do Pica-Pau Amarelo. Em 2004 esteve em seu primeiro elenco fixo como Márcia Anita de Começar de Novo. Logo após também fez participações nas novelas Floribella, da Band, e Prova de Amor, da Record. Em 2007 se tornou conhecida ao protagonizar a telenovela Luz do Sol, na RecordTV. Em 2009, fez sua primeira personagem como adulta na novela Poder Paralelo, de Lauro César Muniz, na qual interpretou Bebel, uma garota que seduzia homens mais velhos e era muito egoísta, este foi seu último trabalho na emissora . Depois de 5 anos na Rede Record, Luma assinou em 2011, contrato com a Rede Globo, na telenovela Fina Estampa, no papel da surfista misteriosa Nanda.

## Vida pessoal
Em 2006, Luma deu início à sua graduação em Jornalismo. O curso foi trancado em 2007 para ela se dedicar melhor à sua carreira de atriz. Em junho de 2012, Luma casou-se com empresário Leonardo Martins. Em 28 de outubro de 2013, confirmou que estava grávida de seu primeiro filho, fruto de seu casamento com Leonardo Martins. Luma deu à luz Antônio em 12 de junho de 2014, por volta de 12h30min, na maternidade Perinatal, no Rio de Janeiro, de cesariana, com 3,320kg e 48,5cm. Em 2018, confirmou uma nova gravidez, também fruto de seu casamento com Leonardo Martins. No dia 25 de janeiro de 2019, Luma deu à luz Eduardo em uma maternidade de São Paulo.

## Filmografia

### Televisão
| Ano     | Título                   | Personagem                                         | Nota                         |
| ------- | ------------------------ | -------------------------------------------------- | ---------------------------- |
| 2001    | Um Anjo Caiu do Céu      | Dona Ermelinda (jovem)                             | Episódio: "22 de janeiro"    |
| 2002    | Malhação                 | Clarinha                                           | Episódio: "2 de agosto"      |
| 2002    | Sítio do Picapau Amarelo | Alice Kingsleigh                                   | Episódio: "Viagem ao Céu"    |
| 2003    | O Beijo do Vampiro       | Letícia                                            | Episódio: "2 de maio"        |
| 2003    | Malhação                 | Duda                                               | Episódio: "18 de setembro"   |
| 2003    | Carga Pesada             | Marininha                                          | Episódio: "Terra Mãe"        |
| 2003    | Chocolate com Pimenta    | Amiga da Cássia                                    | Episódio: "1 de novembro"    |
| 2004    | Começar de Novo          | Márcia Anita                                       |                              |
| 2005    | Malhação                 | Flávia                                             | Episódios: "18 de setembro"  |
| 2006    | Prova de Amor            | Fernanda Saboya (Nanda)                            | Episódio: "7 de fevereiro"   |
| 2006    | Floribella               | Luana                                              | Episódios: "10-17 de maio"   |
| 2006    | Páginas da Vida          | Francis Ribeiro                                    | Episódios: "7-28 de outubro" |
| 2007    | Luz do Sol               | Adriana Alcântara Diniz (Drica) / Maria Rosa Souza |                              |
| 2009    | Poder Paralelo           | Isabel Borges (Bebel)                              |                              |
| 2011    | Fina Estampa             | Fernanda Magalhães Duarte (Nanda)                  |                              |
| 2013–16 | Pé na Cova               | Odete Roitman Pereira                              |                              |
| 2016    | Sol Nascente             | Elisa Benatti                                      |                              |

### Cinema
| Ano  | Título      | Personagem |
| ---- | ----------- | ---------- |
| 2017 | Duas de Mim | Helena     |

## Teatro
| Ano  | Título             |
| ---- | ------------------ |
| 2001 | A Menina e o Vento |
| 2003 | O Pequeno Polegar  |

## Prêmios e indicações
| Ano  | Prêmio                   | Categoria       | Trabalho indicado | Resultado | Ref |
| ---- | ------------------------ | --------------- | ----------------- | --------- | --- |
| 2014 | Prêmio Quem de Televisão | Revelação da TV | Pé na Cova        | Indicada  |     |